# Leucopis priapophalla
Leucopis priapophalla är en tvåvingeart som beskrevs av Tanasijtshuk 2006. Leucopis priapophalla ingår i släktet Leucopis och familjen markflugor. Inga underarter finns listade i Catalogue of Life.